# Fort Fred Steele
Fort Fred Steele est un ancien poste militaire de la United States Army établi le 30 juin 1868 sur la rive gauche de la North Platte, près de la ville actuelle de Rawlins dans le Wyoming.
Nommé en l'honneur du colonel Frederick Steele, le fort était destiné à protéger la ligne ferroviaire transcontinentale de l'Union Pacific à l'endroit où elle franchissait la North Platte.
Il fut abandonné en 1886.